# Deux-Chaises
 Deux-Chaises  là một xã ở tỉnh Allier thuộc miền trung nước Pháp.